# État précancéreux

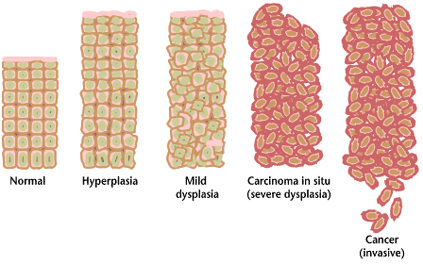
Étapes de passage d'un état normal à un état cancéreux

Un état pré-cancéreux est la forme que prend un tissu, organe ou partie d'organe, où est susceptible de se développer un cancer propre à ce tissu ou cet organe. Il peut se reconnaître par une lésion, dite précancéreuse. Au niveau d'un épithélium, il peut s'agir d'une dysplasie, qui est une altération du métabolisme cellulaire.
Comme exemples d'affections précancéreuses, on peut citer les dysplasies pouvant survenir au cours de la gastrite chronique à Helicobacter pylori, l'endobrachyœsophage par reflux gastro-œsophagien, le condylome à papillomavirus du col utérin, un adénome du côlon.